# 야마사키 마사토
야마사키 마사토(일본어: 山崎 理人, 1980년 4월 7일 ~ )는 일본의 전 축구 선수이다.

## 구단 경력
과거 교토 퍼플 상가, 미토 홀리호크에서 활동하였다.